# Хиндсон, Ро
Роберт «Ро» Хиндсон (англ. Robert "Ro" Hindson, родился 23 мая 1951 года в Дурбане) — канадский регбист южноафриканского происхождения, выступавший на позиции лока.

## Ранние годы
Хиндсон родился в южноафриканском Дурбане, откуда его семья вскоре уехала: с родителями он побывал в Британской Колумбии, Австралии и Новой Зеландии, пока семья в середине 1960-х окончательно не перебралась в Британскую Колумбию. В детстве он занимался разными видами спорта: лыжные гонки, академическая гребля, теннис, сквош и дельтапланерный спорт. На регби он обратил внимание в возрасте 11 лет, когда учился в школе в Австралии.

## Игровая карьера
Регбийная карьера Хиндсона началась с учёбы в Брентвудском колледже (Милл-Бэй), его тренерами были Алун Риз (англ. Alun Rees), Айвор Форд (англ. Ivor Ford) и Ник Прауз (англ. Nick Prowse). В 1967 году Хиндсон принёс первую победу команде колледжа Брентвуда в чемпионате Британской Колумбии среди школьников. Помимо регби, он занимался также лёгкой атлетикой, приняв предложение от Пенсильванского университета и обеспечив себе стипендию благодаря выступлению в академической гребле. Однако позже Хиндсон уехал из Пенсильвании, отказавшись от перспективной карьеры будущего олимпийского гребца: ему попросту не понравилось жить в Филадельфии.
По возвращении в Канаду Хиндсон продолжил учиться в университетах Виктории и Британской Колумбии, играя за их команды; на клубном уровне представлял команды «Олд Бойз Рэйвенс» при университете Британской Колумбии и «Пентиктон Харлекуинс» (англ. Penticton Harlequins). Вне регби он работал на ферме в Нарамата (округ Оканаган-Симилкамин). 9 июня 1973 года в Торонто состоялся его первый матч за сборную Канады против второй сборной Уэльса (Wales XV). Важную роль в развитии регбийных качеств Хиндсона сыграли тренеры Дон Спенс (англ. Donn Spence) и Тиллман Бриггз (англ. Tillman Briggs).
В 1974 году в связи со столетием Ирландского регбийного союза (фактически был основан в 1874 году, приобретя современную форму в 1879 году) Хиндсон был приглашён в состав второй сборной Ирландии по регби, известной под прозвищем «Ирландские волкодавы» (англ. Irish Wolfhounds), и сыграл два матча. Также он был включён в заявку на матч за сборную мира по регби (President's XV) против основной сборной Ирландии. Спустя 13 лет, в 1987 году Хиндсон стал единственным канадцем, включённым в сборную звёзд Океании «Саут Пасифик Барбарианс» (англ. South Pacific Barbarians), которая совершила турне по ЮАР.
В 1987 году он сыграл два матча на чемпионате мира в Новой Зеландии: против Уэльса (29 мая 1987) и Ирландии (3 июня 1987). Последняя игра за сборную состоялась 30 марта 1990 года против Аргентины в Бёрнаби-Лейк: это был 31-й матч Хиндсона за сборную (он набрал 9 очков благодаря трём штрафным). Помимо этого, Хиндсон также выступал и за сборную по регби-7, играя в ежегодном Гонконгском турнире.

## Стиль игры
Хиндсон обладал высоким ростом и большой физической мощью, очень быстро двигался на поле и неплохо бил: так, во время матча сборной Британской Колумбии против Уэльса он решился пробить штрафной. Несмотря на то, что игроки валлийской сборной уже начали обсуждать действия на случай промаха канадца, Хиндсон точно пробил. Помимо отличной игры руками и ногами, он был незаменим в розыгрышах коридора. Его универсализм позволил ему также играть не только в регби-15, но и в регби-7.

## После карьеры
В 2013 году Хиндсон был включён в Спортивный зал славы Британской Колумбии (англ. British Columbia Sport Hall of Fame). Также включён в Регбийный зал славы Британской Колумбии (англ. British Columbia Rugby Union Hall of Fame) и Зал славы канадского регби (англ. Canadian Rugby Hall of Fame).
Супруга — Полли, дети — Бен, Эмили и Уилл (все окончили Брентвудский колледж). Сыновья работают в строительной фирме, дочь — выпускница Технологического института Британской Колумбии. Ро Хиндсон увлекается рыбалкой, парусным и лыжным спортом.